# Mwape Miti
Mwape Miti (ur. 24 maja 1973) – piłkarz zambijski grający na pozycji napastnika.

## Kariera klubowa
Karierę piłkarską Miti rozpoczął w klubie Power Dynamos z miasta Kitwe. W 1993 roku zadebiutował w jego barwach w zambijskiej Premier League. W Power Dynamos występował do 1997 roku. W 1994 i 1997 roku wywalczył z nim mistrzostwo Zambii. W 1997 roku zdobył też Puchar Zambii.
Latem 1997 roku Miti został zawodnikiem duńskiego klubu Odense Boldklub, gdzie grał wraz z rodakiem Andrew Tembo. W Odense grał do końca swojej kariery, czyli do końca sezonu 2005/2006. W Odense rozegrał 208 meczów ligowych, w których strzelił 91 goli. W sezonie 1997/1998 spadł z Odense z Superligaen do 1. division, ale od sezonu 1999/2000 ponownie grał w ekstraklasie Danii. W sezonie 2001/2002 zdobył z Odense Puchar Danii. W sezonie 2003/2004 z 19 golami został współkrólem strzelców ligi wraz z Steffenem Højerem, Mohamedem Zidanem i Tommym Bechmannem.
| Sezon   | Klub          | Kraj   | Rozgrywki      | Mecze | Bramki |
| ------- | ------------- | ------ | -------------- | ----- | ------ |
| 1993    | Power Dynamos | Zambia | Premier League | ?     | ?      |
| 1994    | Power Dynamos | Zambia | Premier League | ?     | ?      |
| 1995    | Power Dynamos | Zambia | Premier League | ?     | ?      |
| 1996    | Power Dynamos | Zambia | Premier League | ?     | ?      |
| 1997    | Power Dynamos | Zambia | Premier League | ?     | ?      |
| 1997/98 | Odense BK     | Dania  | Superligaen    | 19    | 2      |
| 1998/99 | Odense BK     | Dania  | 1. division    | 30    | 21     |
| 1999/00 | Odense BK     | Dania  | Superligaen    | 21    | 2      |
| 2000/01 | Odense BK     | Dania  | Superligaen    | 13    | 4      |
| 2001/02 | Odense BK     | Dania  | Superligaen    | 23    | 8      |
| 2002/03 | Odense BK     | Dania  | Superligaen    | 27    | 11     |
| 2003/04 | Odense BK     | Dania  | Superligaen    | 31    | 19     |
| 2004/05 | Odense BK     | Dania  | Superligaen    | 29    | 16     |
| 2005/06 | Odense BK     | Dania  | Superligaen    | 15    | 8      |

## Kariera reprezentacyjna
W reprezentacji Zambii Miti zadebiutował w 1995 roku. W tym samym roku zajął z Zambią 3. miejsce w Pucharze Narodów Afryki 1996, na którym zagrał w 3 meczach: ze Sierra Leone (4:0), półfinale z Tunezją (2:4) i o 3. miejsce z Ghaną (1:0).
Z kolei w 2000 roku Miti został powołany do kadry na Puchar Narodów Afryki 2000. Wystąpił na nim dwukrotnie: z Egiptem (0:2) i z Senegalem (2:2).